# Tetramorium chloe
Tetramorium chloe is een mierensoort uit de onderfamilie van de Myrmicinae. De wetenschappelijke naam van de soort is voor het eerst geldig gepubliceerd in 1920 door Santschi.